# Lysergeenzuurdi-ethylamide
Lysergeenzuurdi-ethylamide (C20H25N3O), bekend als LSD-25 of simpelweg lsd of acid, is een organische verbinding met een hallucinogene werking. De stof werd in 1938 voor het eerst gesynthetiseerd door de Zwitser Albert Hofmann uit de ergotalkaloïden van de graanschimmel moederkoren. Lsd is een afkorting van het Duitse woord Lysergsäure-diäthylamid, wat in het Nederlands vertaald wordt als lysergeenzuurdi-ethylamide.
Een van de bijzondere eigenschappen van lsd is dat het al bij het innemen van extreem kleine hoeveelheden (25 microgram) een psychoactieve werking vertoont. In de 20e eeuw werd lsd wereldwijd gebruikt door psychiaters om geestesziektes zoals psychosen (bijvoorbeeld schizofrenie) te behandelen. Ook werd het in de jaren vijftig eens onderzocht als mogelijk waarheidsserum door de Amerikaanse CIA en de Britse MI6 (overigens zonder succes). De populariteit van lsd bereikte een hoogtepunt in de jaren zestig en daalde snel nadat de drug eerst op nationale schaal en vervolgens in 1971 door de Verenigde Naties werd gecriminaliseerd. In de 21e eeuw is de belangstelling voor de microdosering en therapeutische toepassing van lsd gestegen.
Lsd werd in 2009 door onderzoekers van het Rijksinstituut voor Volksgezondheid en Milieu geclassificeerd als een relatief onschadelijke drug; verslaving of een overdosis is vrijwel onmogelijk en de risico's beperken zich voornamelijk tot de kans op een zeer onaangename bad trip, wat door een goede voorbereiding (set en setting) voorkomen kan worden. Lsd wordt afgeraden voor personen met (aanleg voor) psychiatrische stoornissen en tijdens de zwangerschap. Het Europees waarnemingscentrum voor drugs en drugsverslaving meldt dat de straatwaarden van lsd in 2006 in de meeste Europese landen varieerden tussen de € 5 en € 11 per eenheid.

## Geschiedenis

### Achtergrond
Moederkoren is een schimmel die granen (voornamelijk rogge) kan aantasten. Het eten van door moederkoren beschimmeld brood leidde in de Middeleeuwen tot uitbraken van ergotisme ofwel Sint-Antoniusvuur, waarbij –naast het afsterven van ledematen – heftige hallucinaties kunnen optreden.

### Ontdekking
In het laboratorium van Sandoz (sinds 1996 Novartis) in Bazel waar Albert Hofmann werkte, deed men onderzoek naar lysergeenzuur, een chemische basisstructuur die voorkomt in de ergotalkaloïden van moederkoren. De vijfentwintigste lysergeenzuurvariant was lysergeenzuurdi-ethylamide, in zijn laboratorium bekend onder de naam LSD-25. Deze variant werd voor het eerst in 1938 door Hofmann gesynthetiseerd in de hoop een stimulans te vinden voor de bloedsomloop en ademhaling. De dierproeven toonden voornamelijk een sterk effect op de baarmoeder en rusteloosheid onder verdoving, maar wekte geen interesse bij de farmacologen en artsen van Sandoz en de stof werd aan de kant gezet.
Het duurde vijf jaar totdat Hofmann op 16 april 1943 uit nieuwsgierigheid zijn tweede synthese maakte van LSD-25. Tijdens het zuiveren bemerkte hij een "niet onplezierige" intoxicatie die twee uur duurde, gekenmerkt door een enorme versterking van de verbeeldingskracht en een veranderde waarneming van de wereld om hem heen.

In een soort droomtoestand, met gesloten ogen ... zag ik een gestage stroom van de meest fantastische beelden aan me voorbij trekken, buitengewoon vreemde vormen met een intens, caleidoscopisch kleurenspel.
— Albert Hofmann

Hij realiseerde zich dat deze effecten veroorzaakt konden zijn door de stof waar hij die dag mee werkte, die ondanks zijn gewoonlijke voorzichtigheid mogelijk in contact was gekomen met zijn vingertoppen.
Drie dagen later, op 19 april, besloot hij de lsd moedwillig te testen. De vrije base lsd lost slecht op in water. Daarom maakte hij een variant, de zogenaamde tartraat-vorm. Hij nam 0,25 milligram, wat al een grote dosis bleek te zijn: uit zijn laboratoriumnotities blijkt dat hij na 40 minuten nog slechts met moeite kon schrijven. Vanwege de intensiteit van de effecten werd besloten dat Hofmann zijn intoxicatie beter thuis dan in het laboratorium kon ondergaan; vanwege Zwitserse beperkingen aangaande de Tweede Wereldoorlog was er geen auto beschikbaar en maakten Hofmann en zijn assistent de huiswaartse reis door Bazel per fiets. Ter nagedachtenis aan deze eerste lsd-trip staat 19 april in de psychedelische gemeenschap bekend als Bicycle Day (Fietsdag).
Na uitvoerige dierproeven werd lsd in 1947 door Sandoz onder de merknaam Delysid als experimenteel medicijn beschikbaar gesteld aan onderzoeksinstituten en huisartsen, en gedurende de jaren 50 werd er wereldwijd onderzoek gedaan naar de psychiatrische toepassingen van lsd.

### Experimenten
Vanaf 1953 begon de Amerikaanse inlichtingendienst CIA onder leiding van Sidney Gottlieb te experimenteren met lsd als potentieel waarheidsserum of hersenspoelmiddel. Onder de codenaam MK-ULTRA liet Gottlieb de volledige wereldvoorraad aan lsd door de CIA opkopen voor $ 240.000 en distribueerde de drug naar ziekenhuizen, klinieken, gevangenissen en andere instituties met het verzoek (onder een schuilnaam) om onderzoek te doen naar de werking, wat uiteindelijk de verspreiding van drug door de gehele Verenigde Staten in de hand werkte. Sommige deelnemers waren vrijwillige studenten, waaronder schrijvers Ken Kesey (One Flew Over the Cuckoo's Nest), Allen Ginsberg en Robert Hunter van Grateful Dead, die vervolgens vanwege hun positieve ervaringen de drug met enthousiasme zouden promoten. Andere deelnemers werden zonder hun medeweten gedrogeerd, waaronder nietsvermoedende prostituanten die de proefkonijnen werden van operatie Midnight Climax. Nadat de gewenste resultaten niet konden worden waargemaakt werd MK-ULTRA begin jaren 60 stopgezet.
De Engelse geheime dienst MI6 verrichtte in 1953 en 1954 om gelijkaardige redenen experimenten op deelnemers die dachten een medicijn tegen verkoudheid te testen.
In 1962 werd de 14-jarige mannelijke Indische olifant Tusko in de dierentuin van Oklahoma City door onderzoekers geïnjecteerd met 297 mg lsd (genoeg voor 3000 mensen). Tusko raakte bedwelmd en na 1 uur en 40 minuten overleed hij; het is echter onduidelijk of hij overleed aan de hoge dosis lsd of aan de chloorpromazine en verdovingsmiddelen die hij gedurende zijn fatale trip door de onderzoekers kreeg toegediend.
De Nederlandse psychiater Jan Bastiaans heeft – met zeer omstreden resultaten – lsd (en pentothal) gebruikt als middel bij het behandelen van zwaar getraumatiseerde patiënten.

### Populariteit
De populariteit van lsd bereikte een hoogtepunt in de jaren zestig. De auteur Tom Wolfe beschrijft in zijn boek The electric kool-aid acid test de Amerikaanse scene waarin lsd werd gebruikt. De meest beruchte promotor van lsd in deze tijd was de Amerikaanse psycholoog Timothy Leary, die de termen set en setting introduceerde om een trip onder controle te houden. Bij een hippiemanifestatie in het Golden Gate Park van San Francisco in 1967 moedigde Leary de 25.000 aanwezige jongeren het gebruik van lsd aan met zijn slogan "turn on, tune in, drop out". Schrijver Ken Kesey en zijn Merry Pranksters organiseerden zogenaamde Acid Tests, drugsfeesten waarbij duizenden jongeren lsd kregen uitgedeeld.
De invloed van lsd op muziekgroepen zoals The Beatles, The Beach Boys en Pink Floyd leidde tot de ontwikkeling van psychedelische muziek. Referenties naar lsd in de rockmuziek van de jaren 60 zijn wijdverspreid. Zo had Grateful Dead-gitarist Jerry Garcia de veelzeggende bijnaam Captain Trips. Op het rockopera-album Tommy van The Who staat het lied The Acid Queen, waarin een vrouw de hoofdpersoon Tommy poogt te genezen met de drug. Een andere groep, Country Joe & the Fish, nam op een van hun platen The acid commercial (de lsd-reclame) op. De muzikale progressie die The Beatles maakten op het album Revolver uit 1966 wordt vaak toegeschreven aan hun ervaringen met lsd; de tekst van het slotnummer Tomorrow Never Knows is ontleed aan Leary's boek The psychedelic experience.

### Criminalisatie
Gelijktijdig met de popularisatie van lsd ontstond er een morele paniek rondom de drug. De associatie van lsd met de tegencultuur en de provocerende uitspraken van Leary jaagden de gevestigde orde angst aan. Daarnaast belandden steeds meer gebruikers met een bad trip op de eerste hulp. De reputatie van de drug werd eveneens beschadigd door broodjeaapverhalen die breed werden uitgemeten door de media; zo zouden studenten onder de invloed van lsd zijn verblind door langdurig naar de zon te staren en zou lsd de chromosomen beschadigen. Om afstand te nemen van de controverse staakte Sandoz in april 1966 de levering van lsd-25 en in oktober van dat jaar werd al het wetenschappelijk onderzoek naar lsd in de Verenigde Staten door de FDA stopgezet.
In 1966 werd lsd verboden in Nederland en het Verenigd Koninkrijk, gevolgd door de Verenigde Staten in 1968. In 1971 werd lsd op lijst I van het Verdrag inzake psychotrope stoffen van de Verenigde Naties gezet, dat alle ondertekenende landen een verbod op onder meer lsd oplegt met uitzondering van medische en wetenschappelijke toepassingen.

### Renaissance
In de jaren 2010 is de interesse in lsd toegenomen als een drug om te microdoseren: het innemen van zeer lage doseringen om de productiviteit en creativiteit te verhogen. Microdosering is vooral populair in Silicon Valley en is vanuit de Verenigde Staten overgewaaid naar de rest van de wereld. In 2015 kreeg de Britse onderzoeker Robin Carhart-Harris als eerste in vijftig jaar toestemming voor wetenschappelijk onderzoek naar de therapeutische toepassing van lsd. Vanwege deze hernieuwde interesse in psychedelische drugs wordt wel eens gesproken van een "psychedelische renaissance".

## Effect van lsd
Na orale inname van lsd duurt het 30 tot 60 minuten voordat de effecten merkbaar worden. Afhankelijk van genetische constitutie en stofwisselingssnelheid kunnen de primaire effecten van lsd 12 tot 14 uur lang aanhouden; secundaire effecten kunnen zelfs langer dan drie dagen merkbaar zijn.
Lsd veroorzaakt sterke trips. Gedurende deze trips is de gebruiker bij bewustzijn en lichamelijk fit. Lsd veroorzaakt bij de meeste gebruikers sterke visuele hallucinaties, euforische gevoelens, diepe gedachten, verandering van tijdsperceptie en er is sprake van synesthesie (bijvoorbeeld kleuren horen of geluiden zien). Ook is er sprake van een opkomen van vergeten herinneringen of een nieuwe interpretatie van eerdere (levens-)ervaringen.
De visuele effecten manifesteren zich zowel met open ogen (OEV of Open Eye Visuals) als met gesloten ogen (Closed Eye Visuals). Met open ogen merkt de gebruiker een opvallend sterkere patroonherkenning, ook op plaatsen waar er geen patroon aanwezig is, zoals willekeurige decoratie op een tegel. Licht en kleur worden intenser en heel normale objecten worden plots veel interessanter. Een wandeling in het bos kan een compleet nieuwe ervaring opleveren doordat de gebruiker elk klein detail opmerkt en er veel aandacht aan besteedt.
Bij gesloten ogen kunnen er abstracte patronen in verscheidene kleuren worden waargenomen, alsook concrete beelden die als het ware uit het geheugen worden opgevist, zoals cartoonfiguren. Er is soms ook een oceanisch gevoel van eenheid met het universum of eenheid met de natuur, alsook met de levende wezens rondom zich. Bij een heel sterke dosis is er een tijdelijk verlies van de persoonlijkheid en mogelijke ervaringen van depersonalisatie.
Boven een kritische dosis (ongeveer 500 microgram) heeft de hoeveelheid ingenomen lsd amper invloed op de intensiteit van de trip, maar wel op de duur. De gewenning is vrij groot en er is een kruistolerantie met psilocybine (afkomstig van psilocybe). Na een trip is het gedurende 4 tot 14 dagen of zelfs nog langere tijd minder effectief om opnieuw lsd te gebruiken. Lsd geeft een intense ervaring die de meeste gebruikers niet elke dag willen beleven. Na een sterke lsd-trip kan een gebruiker zich vaak nog enige dagen een beetje anders voelen, vanwege het verwerken van de opgedane ervaringen.

## Toxiciteit
Lsd wordt in het algemeen als een non-toxische (niet-giftige) stof beschouwd. Exacte gegevens over doses die voor de mens giftig of dodelijk zijn niet in de medische literatuur voorhanden. Bij dieren varieert de LD50 tussen 0,3 en 50 milligram per kg lichaamsgewicht. Omgerekend naar mensen komt dit voor een gemiddeld persoon met een gewicht van 75 kg neer op een dosis van 22,5 tot 3750 milligram (mg), circa 1500 tot 25.000 keer een flinke dosis van 150 microgram (aangeduid met µg). Omdat lsd meestal op papier wordt verdeeld en het praktisch onmogelijk is om dergelijke hoge doses op papier te impregneren, is accidentele overdosering eerder onwaarschijnlijk. In de praktijk zijn er geen gevallen bekend van een overdosis lsd, wel zijn er gevallen van mensen die met een bad trip verward in een ziekenhuis belanden. De stof wordt door de lever snel afgebroken: de halfwaardetijd is 5 uur. Na een etmaal is de stof vrijwel volledig uit het lichaam verwijderd.
Europese en Engelse wetenschappelijke publicaties over de schadelijke gevolgen van drugsgebruik voor de gebruiker en de omgeving bevestigen dat lsd gebruik niet zonder risico's is. Beide publicaties concluderen dat de negatieve gevolgen relatief gering zijn.

## Risico's bij het gebruik van lsd
Lsd heeft een krachtige invloed op de waarneming van de omgeving en op de gedachtegang van de gebruiker. Slapen en studeren is onmogelijk en activiteiten zoals autorijden of arbeid verrichten zijn moeilijk uitvoerbaar en vaak gevaarlijk. Het formuleren van goede zinnen kan een bijzonder moeilijke opgave zijn. De gebruiker dient er zich vooraf goed van bewust te zijn dat hij de eerste 8-10 uur van de trip deze activiteiten niet zal kunnen uitvoeren.
Onder de mogelijke kortdurende bijeffecten van lsd behoren: kippenvel, verhoging van de hartslag en bloeddruk, euforie, krampen en samentrekken van de baarmoeder, stijfheid, spierzwakte, trillen, hyperthermie, kletsen, vastklampen, verstoorde motoriek en coördinatievermogen, pupilverwijding, duizeligheid, zweten, speekselvloed, slapeloosheid en tremoren (soms krampen). Deze zijn meestal van korte duur en treden vooral op bij onervaren of onwetende gebruikers. Fatale ongelukken met lsd komen zelden voor, maar er kunnen ongelukken optreden als een gebruiker onder de invloed van lsd autorijdt of probeert te "vluchten" uit een bad trip.

### Bad trip
Een trip kan een zeer intense ervaring zijn, en kan soms gepaard gaan met paniek en angst. Als een trip verkeerd valt spreekt men van een bad trip. Deze kan worden veroorzaakt doordat de gebruiker niet goed in zijn vel zit (stress, mentale problemen), doordat de trip wordt verstoord door een externe invloed (plotse dringende verplichtingen) of doordat de gebruiker zich verzet tegen de invloed van het product en er zich niet met overgave kan aan toevertrouwen.
Tijdens een bad trip kan de gebruiker het gevoel krijgen het contact met de realiteit te verliezen (desoriëntatie), angstaanjagende flashbacks waarnemen of de angst krijgen om dood te gaan. De lange duur van een lsd-trip zorgt ervoor dat, als de gebruiker zich niet goed voelt bij de trip, dit nog een lange tijd kan blijven aanslepen en de gebruiker in een steeds diepere spiraal van negatieve gedachten terechtkomt. Een bad trip duurt uiteindelijk niet langer dan de normale effecten en de gebruiker zal zich in de regel altijd herstellen.

#### Voorkomen en behandelen
Een lsd-trip is meestal gebaseerd op wat er in de gebruiker leeft, wat er van de trip wordt verwacht, fantasieën en/of angsten (set) of op wat er in de directe omgeving te vinden is (setting). Afhankelijk hiervan kan dit in een zeer positieve of juist zeer negatieve ervaring resulteren. Een goede inschatting van de set en setting verhoogt de kans dat negatieve effecten tijdig gecorrigeerd kunnen worden of kan erger doen voorkomen.
De effecten van lsd zijn slecht voorspelbaar. Gebruikers zijn door de indrukwekkende en misleidende interpretatie van de omgeving niet altijd in staat om rationeel te denken en een zogenoemde tripsitter of tripguide is altijd sterk aan te raden om de tripper in het oog te houden, om in geval van een bad trip destructieve handelingen (voor de persoon zelf) tegen te houden. Tijdens een trip is er van gewelddadig gedrag doorgaans geen sprake.

### Psychoses
Bij 0,1% van de gebruikers wekt lsd een psychose op die binnen 48 uur verdwijnt, doorgaans bij personen met reeds bestaande psychopathologische problemen. Psychische stoornissen zoals schizofrenie kunnen door lsd geactiveerd worden bij personen die hier een aanleg voor hebben. Er is bij combinatie met antidepressiva ook kans op serotoninesyndroom. Het is echter nooit bewezen dat een trip een chronische psychotische reactie kan veroorzaken. De meeste lsd-gebruikers die op de spoedeisende hulp terechtkomen hebben vaak alleen maar begripvolle aanmoedigingen en sedatie (benzodiazepinen) nodig. Hulp indien een gebruiker paranoïde wordt, bestaat uit chloorpromazine of haloperidol-injecties.
Herhaald optredende verstoringen van de visuele perceptie kunnen optreden na gebruik van lsd. Symptomen zijn onder andere zwevende voorwerpen aan de randen van het gezichtsveld, kleurflitsen, geometrische pseudohallucinaties en prettige nabeelden. Deze flashbacks kunnen enkele dagen of weken na de laatste lsd-inname voorkomen, maar deze verstoringen kunnen ook enkele jaren aanhouden (hallucinogen persisting perception disorder). Deze verstoring komt overigens maar ongeveer bij 1:50.000 van de lsd-gebruikers voor. De symptomen kunnen verminderen door behandeling met benzodiazepinen (kalmeringsmiddelen). De antipsychotica chloorpromazine en perfenazine kunnen de symptomen verergeren.

### Zwangerschap
Het gebruik van lsd kan resulteren in het krampen en samentrekken van de baarmoeder. Vanwege het risico op een spontane abortus wordt het gebruik van lsd tijdens de zwangerschap, zeker in het eerste trimester, afgeraden.

### Nep-lsd
Soms worden gevaarlijke andere psychedelische substanties in plaats van lsd verkocht. Substanties uit de DOx serie, waaronder DOB, worden regelmatig gevonden in blotters die als lsd verkocht zijn. Hoewel er gelijkenissen zijn tussen de ervaringen met DOx en lsd, kan de gebruiker in paniek raken door effecten die DOx onderscheiden van lsd. Substanties uit de 25x-NBOMe serie, zoals 25I-NBOMe en 25C-NBOMe, worden eveneens als lsd op de markt gepresenteerd. In tegenstelling tot lsd en DOx, heeft onder andere 25I-NBOMe tot meerdere dodelijke incidenten geleid, waarmee deze zich tot een van de grootste dreigingen op de huidige lsd markt heeft ontwikkeld. In Nederland is het mogelijk lsd te testen om ongelukken te voorkomen.

### Verslaving
Verslaving aan lsd komt nauwelijks voor. Tolerantie (steeds meer van een stof nodig hebben voor hetzelfde effect) voor lsd ontwikkelt men vrij snel, die dan ook weer vrij snel afneemt indien men het middel enige tijd niet meer gebruikt. Van psychologische drang, lichamelijke afhankelijkheid of ontwenningsverschijnselen is bij lsd geen sprake. Daarnaast nodigt de intensiteit van een lsd-trip niet uit tot regelmatig gebruik. Uit onderzoek met proefdieren, in het kader van verslavingsonderzoek, blijkt dat zij net als mensen aan cocaïne of alcohol verslaafd kunnen raken, maar niet aan lsd.

## Inname

### Vormen
Lsd wordt doorgaans als vloeistof gesynthetiseerd. Deze vloeistof wordt soms verdund en direct verkocht aan consumenten in flesjes met een druppelteller.
Tot de criminalisatie van lsd in 1966 werd de drug in Amsterdam verkocht in suikerklontjes. Tegen het einde van de jaren zestig werd al snel gebruikelijk de lsd in kleine tabletten te verwerken, de zogenaamde microdots. Niet lang daarna werden blotters, papertrips of zegels populair, waarbij een vel absorberend papier wordt gedrenkt in lsd en een klein stukje (één blotter) van dit vel papier één dosering lsd bevat. Voor korte tijd werden ook de zogenaamde windowpanes verkocht, waarbij er lsd in gelatine tabletten was verwerkt. Hoewel lsd ook wel in poeder- of kristalvorm en in capsules zou zijn gesignaleerd, en ook microdots en de flesjes met vloeibare lsd nog verkocht worden, zijn de papieren blotters tegenwoordig de meest voorkomende drager van lsd.
Het gelijkmatig verdelen van lsd over verschillende blotters, tabletten of andere dragers is een moeilijk proces, waardoor de doseringen zelfs binnen een enkele partij soms variëren. Daarbij wordt de dosering die de laborant vastgesteld heeft vaak door de verkopers overdreven of onopzettelijk niet of onjuist aangegeven. Daardoor is het voor de eindgebruiker moeilijk om te bepalen hoeveel lsd een enkele dosering (bijvoorbeeld één blotter of één tablet) nou daadwerkelijk bevat.

### Microdoseren
Microdoseren is het innemen van zeer lage doseringen lsd, rond de 15 microgram. Gebruikers gebruiken een microdosering niet om 'high' te worden, maar met uiteenlopende doelen zoals het verhogen van productiviteit en creativiteit in het dagelijkse werk of de zelfmedicatie van depressie. Sinds 2015 is er een groeiende belangstelling voor microdoseren en wordt er regelmatig over bericht in (populaire) media. Het fenomeen is vanwege de claims die door gebruikers worden gemaakt ook het onderwerp van wetenschappelijk onderzoek. Er loopt een placebogecontroleerd ('self-blinding') onderzoek naar microdosering van lsd door het Imperial College Londen.

### Toedieningswijzes
Lsd kent meerdere gebruikelijke toedieningswijzes:
- oraal: de substantie wordt via de mond toegediend, en daarbij doorgeslikt. Lsd kan in vrijwel alle vormen oraal ingenomen worden. Gemiddeld is circa 50 tot 200 microgram nodig om hallucinogene effecten te bewerkstelligen.
- sublinguaal, vooral populair met blotters: de substantie wordt voor enkele tientallen minuten onder de tong gehouden, waarbij lsd sneller wordt opgenomen dan bij orale toediening.
- buccaal, eveneens populair met blotters: vergelijkbaar met sublinguaal, maar de blotter wordt, meestal onder de lip, tegen het tandvlees geplaatst.

Lsd wordt sporadisch ook wel nasaal toegediend (gesnoven), bijvoorbeeld als een verpulverd tablet, maar deze toedieningswijze heeft voor de meesten geen voordelen. Rectale toediening is mogelijk, maar eveneens ongebruikelijk. De schrijver Aldous Huxley, die eerder in zijn boek De deuren der waarneming schreef over zijn ervaring met mescaline, vroeg op zijn sterfbed in 1962 om lsd, vermoedelijk om zijn doodstrijd te verzachten. Zijn vrouw diende vervolgens twee doseringen lsd toe via een intramusculaire injectie, omdat artsen weigerden medewerking te verlenen. Huxley zou vredig gestorven zijn.

### Combinaties
Lsd wordt regelmatig gecombineerd met andere substanties. Het combineren van lsd en MDMA (ecstasy) is zeer populair, en wordt ook wel candyflipping genoemd.

### Variant
Sinds 2015 wordt een derivaat van lsd met een iets afwijkende molecuulstructuur als designer drug verkocht onder de namen 1P-LSD (1-propionyl-lysergic acid diethylamide) en 1C-P-LSD (cyclopropionyl-lysergic acid diethylamide of "Curie" / "Currie"). Deze stof staat in een aantal landen inmiddels eveneens op de lijst van substanties waarvan het bezit en de verkoop strafbaar is gesteld. Nederland behoort daar nog niet bij, maar deze stof zou wel kunnen komen te vallen onder het aangekondigd groepsstoffenverbod, een verruiming van de Opiumwet die generiek zou kunnen worden toegepast op designer drugs en zogeheten research chemicals.

## Wettelijke situatie
Lsd staat op lijst I van het Verdrag inzake psychotrope stoffen van de Verenigde Naties uit 1971, dat alle ondertekenende landen een verbod op onder meer lsd oplegt met uitzondering van medische en wetenschappelijke toepassingen. Anno 2020 zijn er 184 landen aangesloten.

### België
Het bezit, de verkoop, de aankoop en de invoer van psychotrope stoffen, waaronder lsd, werd in een koninklijk besluit op 22 januari 1998 expliciet strafbaar gesteld in België.

### Nederland
Lsd werd op 8 februari 1966 op lijst I (harddrugs) van de Nederlandse Opiumwet geplaatst, waardoor bezit, productie en handel van lsd strafbaar is. Dit besluit werd 's avonds laat met spoed door het parlement gejaagd nadat Amsterdamse provo's affiches hadden verspreid met de aankondiging om het huwelijk van prinses Beatrix en Claus van Amsberg op 10 maart te verstoren door de paarden van de Gouden Koets suikerklontjes met lsd te voeren, zoals ze toentertijd door de plaatselijke lsd-handelaar Peter ten Hoopen verkocht werden.

### Verenigd Koninkrijk
Lsd werd in 1966 verboden in het Verenigd Koninkrijk.

### Verenigde Staten
Lsd werd in 1968 verboden in de Verenigde Staten en staat sinds 1970 op lijst I van de Controlled Substances Act van de Verenigde Staten, waardoor bezit, productie en handel van lsd strafbaar is. Gelijktijdig met de Amerikaanse presidentsverkiezingen 2020 stemde een meerderheid van de kiezers in de staat Oregon vóór de decriminalisatie van kleine hoeveelheden van sommige drugs, waaronder lsd.